# Баргенштедт
Баргенштедт (нем. Bargenstedt) — община в Германии, в земле Шлезвиг-Гольштейн. 
Входит в состав района Дитмаршен. Подчиняется управлению КЛьГ Мельдорф-Ланд.  Население составляет 917 человек (на 31 декабря 2010 года). Занимает площадь 11,91 км².
Коммуна подразделяется на 3 сельских округа.